# Mixcoatlus browni
Espèce
Synonymes
- Agkistrodon browni Shreve, 1938

Mixcoatlus browni est une espèce de serpents de la famille des Viperidae. 

## Répartition
Cette espèce est endémique de l’État du Guerrero dans le sud-ouest du Mexique.

## Description
C'est un serpent venimeux.

## Étymologie
Cette espèce est nommée en l'honneur de Wilmot W. Brown qui a collecté les premiers spécimens.

## Publication originale
- Shreve, 1938 : A new Agkistrodon from Mexico. Copeia, vol. 1938, n. 1, p. 9.